# Актавис
А̀ктавис (на исландски: Actavis) е международна фармацевтична компания, основана през 1956 г. под името Pharmaco. Централата се намира в Исландия и акциите ѝ се търгуват на Исландската фондова борса. На 17 март 2015 Алерган завърши придобиването на фармацевтичната компания Актавис, създавайки нов, глобален лидер в индустрията с приходи от над $ 23 млрд., който прие името Allergan plc.

## История
Към края на 1990-те години в Актавис работят по-малко от сто души и дейността на фирмата се ограничава единствено до пазара в Исландия. През 1999 г. Актавис купува Балканфарма, започвайки период на значително развитие. Оттогава Актавис е извършила 25 поглъщания на други фирми и сега развива дейност в 32 страни с общо над 11 000 служители. Фирмата предлага над 600 продукта на пазара и има още 200, които са в процес на разработка и одобрение, което я прави една от най-широко специализираните във фармацевтичния бранш.
След закупуването си от Allergan plc., производството на генерици, в които попада и Актавис е продадено на Teva. Teva е 32 по-големина на активите фармацевтична компания. Обединената компания има широка мрежа от търговски представителства в над 100 страни по света, силно и устойчиво портфолио от оригинални продукти, водещ в световен мащаб генеричен бизнес, първокласна система за разработка на нови продукти, високо ефективни производствени мощности и опитен ръководен екип.

## В България
„Актавис България“ е най-голямата фармацевтична компания в България, както по продажба в опаковки, така и по производствен капацитет. Тя държи около 30% от вътрешния пазар на лекарства и е сред основните доставчици на медикаменти за Русия, Украйна и Прибалтийските републики.
Производствената част на компанията е съставена от два завода – в Дупница и Троян, както и няколко отдела за обслужване на клиенти в София, които поддържат и обезпечават дейността на заводите.
Заводът в Дупница се специализира в производството на твърди лекарствени форми – таблети, капсули и дражета. Капацитетът на завода е 6,5 милиарда таблети годишно. От приватизирането му през 1999 г. до настоящия момент в завода са инвестирани над 135 милиона евро. През последните години продуктите на българските заводи навлизат и на пазарите в Северна Америка като САЩ и Канада, както и Бразилия, Австралия и Нова Зеландия и др.
Производствена листа на „Балканфарма – Троян“ АД включва инфузионни разтвори, антиацидни суспенсии, унгвенти и сиропи. Годишният капацитет на завода е 47,6 милиона опаковки лекарства. Най-голям е делът на кремовете и унгвентите – 24 милиона опаковки. 75% от продукцията на завода е предназначена за износ.
От 2015 г. са спонсори на Локомотив (София) за 4 години.